# Atriumhus
För andra betydelser, se Atrium (olika betydelser).

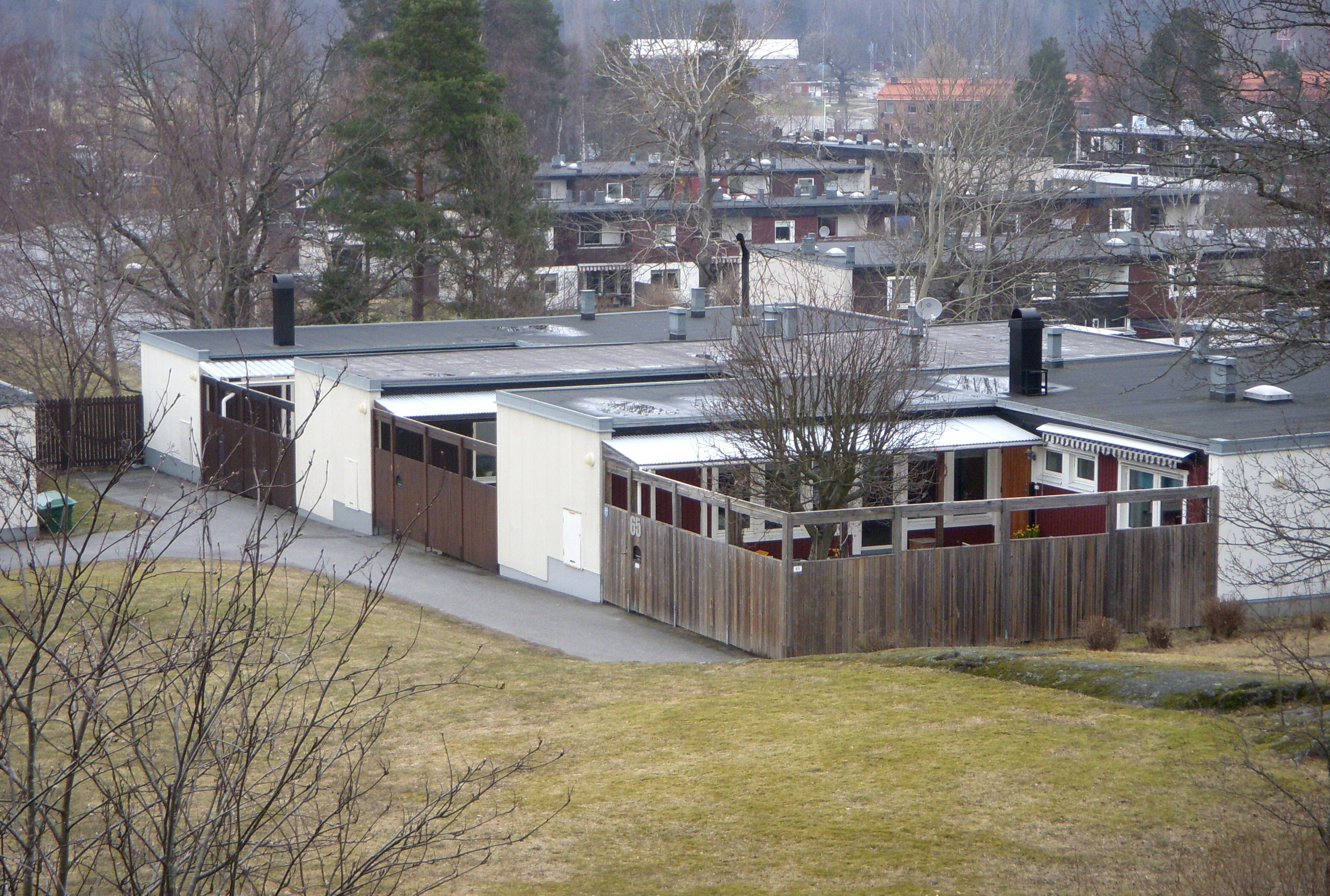
Atriumhus i norra Sköndal, byggda 1970.

Ett atriumhus är ursprungligen ett hus med ett kringbyggd centralt rum eller innergård som är öppet mot himlen. Genom öppningen förs dagsljus till rummen som omger innergården. Öppningen kan vara täckt av ett glastak eller en lanternin. I samband med nutida arkitektur definieras ett atriumhus som ett småhus slutet kring en gårdsliknande öppen yta.
Hustypen förekom redan i antiken och gav i varma årstider ett behagligare inomhusklimat eftersom direkt sol- eller värmeinstrålning kunde minskas eller helt undvikas. Ordet kommer från latinets atrium som avsåg det centrala rummet i det romerskt antika bostadshuset och som hade en taköppning (compluvium) samt under den en nedsänkt bassäng för regnvatten (impluvium).
I den moderna villaarkitekturen började konceptet användas på 1920-talet av bland annat den tyska Bauhausskolan. Ett nutida atriumhus kan vara en fristående villa där flera bostadsrum och en trädgårdsmur eller ett plank omsluter den egna trädgården, som blir skyddat från insyn utifrån. Atriumhus kan även sammanbyggas som kedjehus, där exempelvis en av grannens ytterväggar utgör begränsningen mot gården.